# The Agony
The Agony je čistě dámská heavy rocková skupina založená v listopadu 2012 Nikolou Kandoussi (rytmická kytara / zpěv), dříve kytaristkou ve skupině českého metalového zpěváka Aleše Brichty, a Jarkou Červeňákovou, death metalovou bubenicí z Košic na Slovensku.
Místo chybějící baskytaristky vyplnila v únoru 2013 Kateřina Sýkorová (hrající pod pseudonymem "Katie Skatie" nebo jednoduše Katie). Trio začalo zkoušet a hledat sólovou kytaristku k doplnění skupiny, jelikož se předcházející kytaristka Karolína Šustová rozhodla skupinu opustit z důvodu odlišných představ o hudebním stylu.
The Agony zveřejnily inzerát na internetu a těsně před tím, než padlo rozhodnutí pokračovat jako trio, odpověděla Terka Pšenčíková, 24letá kytaristka, která následně doplnila tehdejší sestavu.
Následně The Agony v červenci 2013 nahrály a vydaly debutové EP s názvem "Loud and Furious".

## Historie
Vydání prvního EP "Loud and Furious" doplnil první videoklip k písničce Kick Ass a hlavně první hlavní singl skupiny s názvem T.W.S. Křest nového EP proběhl v pražském rockovém klubu Kain 6. září 2013 za účasti Aleše Brichty.
V roce 2014 opustila kapelu Jarka Červeňáková a na uvolněném místě bubeníka ji vystřídala Martina "Kajda" Balcarová. The Agony v témže roce doprovázely amerického bubeníka Mike Terranu na jeho Tour jako předkapela.
The Agony vydaly jejich první kompletní desku nazvanou "Dirty and Dangerous" v roce 2015. Křest proběhl 21. října 2015 v pražském klubu Vagon za účasti kmotrů Michala Pavlíčka, Veroniky "Supice" Borovkové ze skupiny Tři Sestry, bubeníka Miloše Meiera a Standy Rubáše, moderátora z rádia Beat.
V létě 2017 pak následovalo EP "Radio Slience". Na podzim téhož roku skupina nahrála a vydala druhou desku "689", kterou opět pomohla financovat crowdfundingová kampaň. Zpěvačka Nikola Kandoussi se nechala slyšet, že podle ní jsou písničky na druhé desce strukturovanější, tvrdší a některé vážnější.  Nahrávání desky proběhlo v pražském studiu SONO, studio 2.  Křest druhé desky proběhl 20. prosince 2017 v klubu Vagon v Praze. Role kmotrů desky "689" připadla Jakubu Rybovi, Matěji Homolovi, Martinu Kolinssovi a Klaudiovi Kryšpínovi.
Po vydání druhé desky "689" následoval singl "Loverboy Psycho". The Agony předtím představily tuto písničku na festivalu Hrady CZ 2017 a použily natočený koncertní záznam pro oficiální klip. Stejně jako na předcházející desce, i na "689" jsou všechny písničky nazpívány v angličtině.
The Agony koncertovaly nejen v České republice (Masters of Rock, Natruc, Rockfest Dačice, Rock of Sadská, Hrady CZ 2017 a 2018), ale navštívily také Německo, Nizozemsko, Belgii, a Velkou Británii. Skupina předskakovala mimo jiné Třem Sestrám, Horkýže Slíže, Girlschool, Loudness či Blazi Bayleymu.
V roce 2019 The Agony rozjíždí crowdfundingovou kampaň k natočení nového EP. Dne 15. září 2020 vychází single a klip "Say Hey" režírovaný Radimem Věžníkem. EP "Eclectic" vychází 16. září 2020 na oficiálním křtu v Rock Café Praha za účasti Black Holes.

## Hudební styl a vzory
Nikola Kandoussi zmínila, že v její hudební tvorbě ji nejvíce ovlivnili Girlschool, Motörhead, Joan Jett a The Runaways.
Katie Skatie uvedla, že ačkoliv žádné přímé vzory nemá, odkoukává od baskytaristů různé postupy (od obou baskytaristů Arctic Monkeys, Krista Novoselica či Fley). 
Tereza Pšenčíková souhlasila s Katie, že vnímá vzory a inspiraci stejně, a ačkoliv má ráda Michala Pavlíčka, Jeffa Becka nebo Davida Gilmoura, nerada by kopírovala styl někoho jiného.

## Sestava skupiny
- Nikola Kandoussi – rytmická kytara / zpěv
- Tereza Pšenčíková – hlavní kytara
- Kateřina "Katie Skatie" Sýkorová – baskytara / zpěv
- Martina "Kajda" Balcarová – bicí

## Diskografie
- Loud and Furious (EP, 2013)
- Give It To Me (Single, 2014)
- Dirty And Dangerous (Album, 2015)
- It Ain't Over (Single, 2016)
- Radio Silence (Single, 2016)
- 689 (Album, 2018)
- Eclectic (EP, 2020)[14]